# Tomáš Bouška
Tomáš Bouška (* 12. října 1979) je bývalý český fotbalista, záložník a útočník. Po skončení ligové kariéry se věnoval futsalu, kde nastoupil i za českou reprezentaci.

## Fotbalová kariéra
V české lize hrál za SK Hradec Králové, SK Sigma Olomouc a 1. FK Drnovice. Nastoupil ve 102 ligových utkáních a dal 6 ligových gólů. V nižších soutěžích hrál i za FC Hlinsko. V Evropské lize UEFA nastoupil ve 2 utkáních.

## Ligová bilance
| Ročník                          | Zápasy | Góly | Klub                  |
| ------------------------------- | ------ | ---- | --------------------- |
| Gambrinus liga 1998/99          | 15     | 1    | SK Hradec Králové     |
| Česká fotbalová liga 1998/99    | -      | 2    | SK Hradec Králové „B“ |
| Gambrinus liga 1999/00          | 21     | 2    | SK Hradec Králové     |
| Česká fotbalová liga 1999/00    | -      | 2    | SK Hradec Králové „B“ |
| 2. česká fotbalová liga 2000/01 | 15     | 0    | SK Hradec Králové     |
| Česká fotbalová liga 2000/01    | -      | 5    | SK Hradec Králové „B“ |
| Gambrinus liga 2001/02          | 18     | 1    | SK Hradec Králové     |
| Česká fotbalová liga 2001/02    | -      | 3    | SK Hradec Králové „B“ |
| Gambrinus liga 2002/03          | 28     | 2    | SK Hradec Králové     |
| 2. česká fotbalová liga 2003/04 | 13     | 3    | SK Hradec Králové     |
| Gambrinus liga 2003/04          | 2      | 0    | SK Sigma Olomouc      |
| Gambrinus liga 2004/05          | 13     | 0    | SK Sigma Olomouc      |
| Gambrinus liga 2004/05          | 5      | 0    | 1. FK Drnovice        |
| 2. česká fotbalová liga 2005/06 | 18     | 1    | 1. FK Drnovice        |
| 2. česká fotbalová liga 2006/07 | 19     | 4    | SK Hradec Králové     |
| 2. česká fotbalová liga 2007/08 | 17     | 3    | SK Hradec Králové     |
| CELKEM 1. liga                  | 102    | 6    |                       |